# Becquerel (Mondkrater)
Becquerel ist ein Einschlagkrater auf der nördlichen Hemisphäre des Mondes. Er liegt auf der erdabgewandten Seite und besteht aus einer sehr alten und stark verwitterten Formation, die kaum mehr als eine Unregelmäßigkeit der Mondoberfläche darstellt. Die Kraterrände sind sehr flach ausgeprägt und wurden durch zahlreiche weitere Einschläge zu einer bergigen Region um das flache Innere geformt. Das Innere des Hauptkraters ist überwiegend eben, wird jedoch durch kleinere Einschlagkrater geprägt.
Im Südwesten des Kraters wurde durch weitere Einschläge ein kleines, geradlinig verlaufendes Tal geformt. Im Nordwesten gehören der Doppelkrater Becquerel W und Becquerel X zur Formation, im Osten wird sie ergänzt durch die beiden kleineren Krater Becquerel E und Becquerel F.
Der Krater wurde erstmals 1965 durch die Raumsonde Zond-3 bei ihrem Vorbeiflug am Mond erfasst. Er erhielt 1970 seinen offiziellen Namen durch die Internationale Astronomische Union (IAU).
| Buchstabe | Position            | Durchmesser | Link |
| --------- | ------------------- | ----------- | ---- |
| E         | 40,93° N, 131,48° O | 32 km       |      |
| F         | 40,79° N, 132,83° O | 23 km       |      |
| W         | 42,03° N, 127,02° O | 25 km       |      |
| X         | 42,01° N, 128,08° O | 34 km       |      |